# Astrig Siranossian
Astrig Siranossian (* 19. Dezember 1988 in Lyon) ist eine französische Cellistin mit armenischen Wurzeln.

## Leben
Im Alter von drei Jahren nahm Siranossian bereits Unterricht an der nationalen Musikschule in Romans-sur-Isère, an der ihr Vater, der Dirigent Alexander Siranossian, 40 Jahre lang Direktor war. Mit 5 Jahren spielte sie Konzerte von Vivaldi und gab mit 6 Jahren ein Konzert in Paris.
Mit 8 Jahren bestand Siranossian als hochbegabtes Kind die Aufnahmeprüfung am „Nationalen Konservatorium für Musik und Tanz in Lyon“ (Conservatoire national supérieur musique et danse de Lyon) und studierte in der Klasse von Patrick Gabard. Mit 15 Jahren erhielt sie mit einem einstimmigen Votum das „Diplom der Musikwissenschaften“ und wurde im gleichen Jahr am selben Institut in der Klasse von Yvan Chiffoleaus aufgenommen, die sie mit 18 Jahren mit dem Hochschuldiplom abschloss. Ihr Studium setzte Siranossian in der Schweiz bei Ivan Monighetti an der Hochschule für Musik in Basel fort, das sie mit zwei Masterabschlüssen mit höchster Auszeichnung beendete.
2012 gewann Siranossian den „Antonio Janigro Wettbewerb“. Im Folgejahr siegte die Cellistin beim „Internationalen Krzysztof Penderecki Cello Wettbewerb“ mit zwei zusätzlichen Sonderpreisen und erhielt den französischen Groupe-Banque-Populaire-Preis.
2015 erhielt sie die Einladung, für drei Jahre Artist in Residence an der „Chapelle Reine Elisabeth“ in Waterloo sowie an „Singer-Polignac Stiftung“ teilzunehmen. Im gleichen Jahr rief die Cellistin das Festival „Musicades Romanesque“ in ihrem Heimatort Romans-sur-Isère ins Leben und verband so drei ihrer größten Leidenschaften: Musik, Literatur und Gastronomie.
2016 nahm sie mit dem Pianisten Théo Fouchenneret eine CD mit den Werken von Gabriel Fauré, Francis Poulenc und Komitas Vardapet auf. Die Produktion erhielt den Hauptpreis der Musica.
2017 bot der Pianist und Dirigent Daniel Barenboim Siranossian an, dem „Ensemble Boulez“ beizutreten und als Solocellistin beim West-Eastern Divan Orchestra zu agieren.
2018 veröffentlichte sie zusammen mit Adam Klocek und dem Sinfonia Varsovia beim Plattenlabel Claves Records eine von der Presse hochgelobte CD mit Cellokonzerten von Aram Chatschaturjan und Krzysztof Penderecki, die mit „5 Stimmgabeln“, „5 Classica-Sternen“ und dem „Clef du mois ResMusica“ (Notenschlüssel den Monats) ausgezeichnet wurde.
2019 veröffentlichten die Schwestern Astrig und Chouchane Siranossian ein Album mit Werken für Violine und Cello.
Siranossian trat unter anderem in der Philharmonie de Paris, im Wiener Musikverein, im Kultur- und Kongresszentrum Luzern, im Casino in Basel sowie in der Oper von Dijon, im Brüsseler Kulturzentrum Flagey, im Teatro Colon in Buenos Aires und im John F. Kennedy Center for the Performing Arts in Washington auf.
Sie konzertierte unter anderem mit Daniel Barenboim, Simon Rattle, Yo-Yo Ma, Sol Gabetta, Bertrand Chamayou, Guy Braustein, Ivan Monighetti, Michael Barenboim sowie Mathieu Dufour, Augustin Dumay, Louis Lortie und Daniel Ottensamer.
Siranossian ist auch Mitarbeiterin der „Administration des Droits des Artistes et Musiciens Interprètes“ (AdAMI,französische Verwertungsgesellschaft für Urheberrechte).
Siranossian spielt ein Cello aus dem Jahr 1676 von Francesco Ruggieri, das ihr von der Boubo-Music-Stiftung zur Verfügung gestellt wird.

## Auszeichnungen
- 1998: Royaume de la Musique
- 2012: Antonio Janigros Wettbewerb
- 2013: Banque Populaire
- 2013: Krzysztof Penderecki (1. Platz und zwei Sonderpreise)
- 2014: Charles Kiefer-Hablitzel
- 2016: Musica Preis
- 2017: „Coup de cœur“ des belgischen Fernsehkanals RTBF

## Diskografie
- 2012: Celli Monighetti: Metamorphoses (Louth Contemporary Music)
- 2016: Astrig Siranossian, Théo Fouchenneret: Cello und Klavier (Werke von Gabriel Fauré, Francis Poulenc und Komitas Vardapet (Claves Records))
- 2018: Astrig Siranossian, Nathanaël Gouin, Guillaume Chilemme, Marie Chilemme, Émilie Legrand: Franz Schubert – Piano Quintet „The Trout“, D. 667 & Fantasy in C Major, D. 934 (Evidence)
- 2018: Astrig Siranossian, Adam Klocek und das Sinfonia Varsovia: Khachaturian & Penderecki: Cello Concertos (Claves Records)